# Elezioni parlamentari in Turchia del 1954
Le elezioni parlamentari in Turchia del 1954 si tennero il 2 maggio per il rinnovo della Grande Assemblea Nazionale Turca.

## Risultati
| Partito Democratico             | 5 151 550 | 57,61 | 503 |  |  |  |
| Partito Popolare Repubblicano   | 3 161 696 | 35,36 | 31  |  |  |  |
| Partito Nazionale Repubblicano  | 434 085   | 4,85  | 5   |  |  |  |
| Partito Contadino della Turchia | 57 011    | 0,64  | –   |  |  |  |
| Indipendenti                    | 137 318   | 1,54  | 2   |  |  |  |
| Totale                          | 8 941 660 | 100   | 541 |  |  |  |
|                                 |           |       |     |  |  |  |
| Voti non validi                 | 153 957   | 1,69  |     |  |  |  |
| Votanti                         | 9 095 617 |       |     |  |  |  |